# Maite Maiora
Maite Maiora Elizondo, née le 20 juin 1980 à Mendaro, est une coureuse de fond espagnole spécialisée en skyrunning et en ultra-trail. Elle est double championne du monde de skyrunning et a remporté le classement général de la Skyrunner World Series 2017.

## Biographie

### Jeunesse et débuts en compétition
Maite pratique le ski alpin et le snowboard comme loisir durant sa jeunesse. Envieuse de son frère qui pratique l'athlétisme dès l'âge de 15 ans, elle n'ose cependant pas s'y essayer. Ce n'est qu'à l'âge de 24 ans qu'elle décide d'accompagner son frère au marathon de Saint-Sébastien. Cette expérience la pousse à se mettre à la course à pied, d'abord comme loisir, puis en compétition à partir de 2008. Pratiquant d'abord la course sur route, elle s'essaie à la course en montagne puis au skyrunning où elle se sent plus à l'aise,.
Le 11 septembre 2011, elle prend part à la Sorginen Lasterketa, manche de remplacement de la Skyrunner World Series. Sans concurrence internationale, Maite s'impose et remporte sa première victoire dans la série.

### Premiers succès
Elle se révèle véritablement en 2014. Le 10 mai, elle réalise une excellente course lors de la Transvulcania et profite de l'abandon d'Emelie Forsberg pour créer la surprise en remportant la deuxième place. Deux semaines plus tard, elle confirme en parvenant à coiffer au poteau Emelie Forsberg pour décrocher la troisième marche du podium à Zegama-Aizkorri. En juillet, elle prend part aux championnats du monde de skyrunning. Elle se classe cinquième du kilomètre vertical puis sixième du SkyMarathon. Grâce à ces deux résultats, elle remporte la médaille de bronze du combiné. Elle s'illustre sur la scène nationale en remportant la Coupe d'Espagne de kilomètre vertical, la Coupe d'Espagne de course en montagne FEDME ainsi que la Skyrunner National Series. Le 11 octobre, elle réalise une excellente course à la Limone Extreme. Partant derrière le trio de tête mené par Laura Orgué, elle rattrape ses adversaires puis s'échappe en tête pour filer vers la victoire. Elle conclut avec brio une saison consistante en Skyrunner World Series et termine à la deuxième place du classement Sky derrière Stevie Kremer.
Le 26 avril 2015, elle s'élance sur le Trail Cara los Tajos qui accueille les championnats d'Espagne de course en montagne FEDME. Annoncée comme favorite, elle ne déçoit pas et domine l'épreuve qu'elle remporte avec deux minutes d'avance sur Azara García, remportant son premier titre national. Elle fait ses débuts en ultra-trail à l'occasion des championnats du monde de trail 2015 à Annecy-le-Vieux. Tandis que les Françaises Anne-Lise Rousset, Caroline Chaverot et Nathalie Mauclair se livrent à une bataille à trois en tête, Maite effectue une solide course et remonte peu à peu sur le trio de tête. Elle parvient à doubler Anne-Lise Rousset pour s'emparer de la médaille de bronze. Elle remporte de plus la médaille d'argent au classement par équipes avec Uxue Fraile et Teresa Nimes. Elle ne délaisse pas pour autant les épreuves plus courtes. Le 26 juin, elle prend le départ du kilomètre vertical du Mont-Blanc qui compte comme épreuve des championnats d'Europe de skyrunning. Voyant ses compatriotes Paula Cabrerizo et Laura Orgué dominer l'épreuve, elle assure la troisième marche du podium 100 % espagnol. Elle conclut sa saison avec une troisième place au Vertical Grèste de la Mughéra et termine également troisième du classement Vertical de la Skyrunner World Series.

### Victoires en skyrunning et en ultra-trail
Le 19 juin 2016, elle s'élance comme favorite sur le kilomètre vertical de Fuente Dé qui accueille les championnats d'Espagne de kilomètre vertical. Elle assume son rôle et bat la tenante du titre Paula Cabrerizo pour remporter son deuxième titre national. En juillet, elle participe aux championnats du monde de skyrunning courus dans le cadre du Buff Epic Trail à La Vall de Boí. Sur l'épreuve du kilomètre vertical, elle s'incline face aux deux grandes favorites Christel Dewalle et Laura Orgué. La championne Christel Dewalle est cependant disqualifiée après avoir été contrôlée positive à l'heptaminol et Maite hérite de la médaille d'argent. Le lendemain, elle réalise une excellente course sur l'épreuve du SkyMarathon. Tandis qu'Azara García mène la première partie de course, Maite reprend les commandes et s'envole en tête. Elle remporte le titre devant sa compatriote. Elle décroche de plus la médaille d'or du combiné, étant la seule athlète à courir les deux épreuves. En fin de saison, elle se concentre sur l'ultra-trail afin de récolter les points nécessaires pour participer à l'Ultra-Trail du Mont-Blanc. Le 6 août, elle s'élance sur le Swiss Irontrail T121 qu'elle domine avec une facilité déconcertante. Elle s'impose en 18 h 34 min 53 s, terminant quatrième au scratch et avec près de deux heures d'avance sur sa plus proche poursuivante Ildikó Wermescher. Le 3 décembre, elle survole le Falco Trail Ultra qu'elle remporte en terminant cinquième au classement général.
Elle connaît une excellente saison 2017. Le 21 mai, elle défend avec succès son titre de championne d'Espagne de kilomètre vertical en ne laissant aucune chance à ses adversaires. Une semaine plus tard, elle s'élance comme favorite à Zegama-Aizkorri. Poussée par l'Italienne Silvia Rampazzo, elle mène la course sur un rythme soutenu et s'impose en 4 h 34 min 27 s, battant de quatre minutes le précédent record féminin du parcours détenu par Emanuela Brizio. Elle domine ensuite le Livigno SkyMarathon, puis le Royal Ultra SkyMarathon. Lors de la Tromsø Skyrace, elle parvient à résister aux assauts de Ragna Debats pour s'offrir la victoire et s'assure déjà du classement Extreme de la Skyrunner World Series. Le 1er septembre, elle fait son entrée dans l'univers de l'Ultra-Trail du Mont-Blanc en prenant le départ de la CCC. Elle lutte en tête avec l'Américaine Clare Gallagher mais voyant cette dernière accélérer en fin de course, Maite décide de la laisser filer et assure sa deuxième place. Le 23 septembre, elle prend le départ de l'Ultra Pirineu après avoir enchaînée les compétitions. Pas très sûre de son état de forme, elle parvient à tenir tête à Núria Picas puis à la doubler pour aller chercher la victoire. Elle conclut sa saison en s'adjugeant le classement général de la Skyrunner World Series.
Le 12 mai 2018, elle prend à nouveau part aux championnats du monde de trail courus dans le cadre des Penyagolosa Trails. Maite réalise une solide course derrière ses compatriotes menées par Laia Cañes surmotivée de courir à domicile. Tandis que cette dernière s'empare de la médaille d'argent, Maite termine cinquième juste derrière Gemma Arenas. Le tir groupé des Espagnoles leur permet de remporter la médaille d'or au classement par équipes.
Le 30 août 2019, elle réalise enfin son rêve de participer à l'Ultra-Trail du Mont Blanc. Voyant l'Américaine Courtney Dauwalter caracoler en tête, Maite ne cherche pas à attaquer la Suédoise Kristin Berglund et assure sa troisième place qu'elle conserve jusqu'à la ligne d'arrivée. Ce podium ainsi que plusieurs tops 5 lui permettent de terminer sa saison à la troisième place du classement général de l'Ultra Trail-World Tour.
Le 10 juillet 2021, elle prend le départ de l'Ultra SkyMarathon aux championnats du monde de skyrunning. Menant la course sur un rythme soutenu, elle largue ses adversaires et remporte son deuxième titre de championne du monde.
Le 19 mai 2023, elle prend le départ de l'Ultra-Trail des Chevaliers de 174 km lors de l'édition inaugurale du trail Alsace Grand Est. Elle mène la course seule en tête et s'impose aisément en 20 h 20 min 35 s. Elle se classe sixième au classement scratch et devance de trois heures sa plus proche poursuivante.

## Palmarès

### Skyrunning
| no   | féminin            | Course                                                   | Longueur | Départ            | Temps           |
| ---- | ------------------ | -------------------------------------------------------- | -------- | ----------------- | --------------- |
| 31e  | Médaille d'or      | Sorginen Lasterketa                                      | 25,6 km  | 11 septembre 2011 | 2 h 22 min 53 s |
| 68e  | Médaille d'argent  | Gorbeia Suzien                                           | 28 km    | 13 octobre 2012   | 3 h 10 min 46 s |
| 98e  | 5e                 | Zegama-Aizkorri                                          | 42,2 km  | 26 mai 2013       | 4 h 57 min 42 s |
| 86e  | 6e                 | Championnats d'Europe de skyrunning - Kilomètre vertical | 2,6 km   | 19 juillet 2013   | 44 min 33 s     |
| 82e  | 4e                 | Championnats d'Europe de skyrunning - SkyRace            | 22 km    | 21 juillet 2013   | 2 h 37 min 58 s |
| 26e  | Médaille d'argent  | Transvulcania                                            | 73 km    | 10 mai 2014       | 8 h 20 min 29 s |
| 99e  | Médaille de bronze | Zegama-Aizkorri                                          | 42,2 km  | 25 mai 2014       | 4 h 51 min 47 s |
| 57e  | 5e                 | Championnats du monde de skyrunning - Kilomètre vertical | 3,8 km   | 27 juin 2014      | 43 min 31 s     |
| 67e  | 6e                 | Championnats du monde de skyrunning - SkyMarathon        | 42 km    | 29 juin 2014      | 4 h 8 min 41 s  |
| 29e  | Médaille d'or      | Zumaia Flysch Trail                                      | 31,2 km  | 13 juillet 2014   | 2 h 38 min 6 s  |
| 63e  | Médaille de bronze | Dolomites SkyRace                                        | 22 km    | 20 juillet 2014   | 2 h 31 min 58 s |
| 15e  | Médaille de bronze | Matterhorn Ultraks 46K                                   | 46 km    | 23 août 2014      | 5 h 23 min 19 s |
| 42e  | Médaille d'or      | Limone Extreme                                           | 23,5 km  | 11 octobre 2014   | 2 h 47 min 5 s  |
| 23e  | Médaille d'or      | Gorbeia Suzien                                           | 30 km    | 18 octobre 2014   | 3 h 14 min 42 s |
| 61e  | Médaille d'or      | Championnats d'Espagne de course en montagne             | 31 km    | 26 avril 2015     | 3 h 26 min 14 s |
| 9e   | Médaille d'or      | Retezat SkyRace                                          | 28 km    | 20 juin 2015      | 3 h 56 min 0 s  |
| 49e  | Médaille de bronze | Championnats d'Europe de skyrunning - Kilomètre vertical | 3,8 km   | 26 juin 2015      | 43 min 30 s     |
| 23e  | Médaille d'argent  | 23 km du Mont-Blanc                                      | 22 km    | 27 juin 2015      | 2 h 30 min 55 s |
| 2e   | Médaille d'argent  | Ti Dodo Trail                                            | 25 km    | 26 juillet 2015   | 2 h 47 min 14 s |
|      | Médaille de bronze | Blåmann Vertical                                         | 2,7 km   | 1er août 2015     | 45 min 10 s     |
| 7e   | Médaille d'or      | Haría Extreme Medium                                     | 26 km    | 15 août 2015      | 2 h 10 min 47 s |
| 20e  | Médaille de bronze | Matterhorn Ultraks 46K                                   | 46 km    | 22 août 2015      | 5 h 31 min 30 s |
| 15e  | Médaille de bronze | The Rut 25K                                              | 26 km    | 5 septembre 2015  | 3 h 41 min 8 s  |
| 19e  | Médaille de bronze | Nit Pirineu                                              | 5 km     | 18 septembre 2015 | 45 min 57 s     |
| 22e  | Médaille de bronze | Lantau 2 Peaks                                           | 23 km    | 4 octobre 2015    | 2 h 51 min 19 s |
| 48e  | Médaille de bronze | Vertical Grèste de la Mughéra                            | 3,08 km  | 16 octobre 2015   | 53 min 46 s     |
| 34e  | Médaille d'argent  | Limone Extreme                                           | 23,5 km  | 17 octobre 2015   | 3 h 19 min 7 s  |
| 25e  | Médaille d'or      | Zegama-Aizkorri KV                                       | 3 km     | 20 mai 2016       | 45 min 43 s     |
| 108e | 5e                 | Zegama-Aizkorri                                          | 42,2 km  | 22 mai 2016       | 5 h 18 min 59 s |
| 46e  | Médaille d'or      | Championnats d'Espagne de kilomètre vertical             | 4,6 km   | 19 juin 2016      | 39 min 46 s     |
| 42e  | Médaille d'argent  | Championnats du monde de skyrunning - Kilomètre vertical | 2,8 km   | 22 juillet 2016   | 41 min 59 s     |
| 25e  | Médaille d'or      | Championnats du monde de skyrunning - SkyMarathon        | 42 km    | 23 juillet 2016   | 4 h 8 min 41 s  |
| 41e  | Médaille d'or      | Championnats d'Espagne de kilomètre vertical             | 2,7 km   | 21 mai 2017       | 41 min 18 s     |
| 20e  | Médaille d'argent  | Zegama-Aizkorri KV                                       | 3 km     | 26 mai 2017       | 42 min 28 s     |
| 58e  | Médaille d'or      | Zegama-Aizkorri                                          | 42,2 km  | 28 mai 2017       | 4 h 34 min 27 s |
| 12e  | Médaille d'or      | KM Vertical Fuente Dé                                    | 4,6 km   | 11 juin 2017      | 39 min 36 s     |
| 21e  | Médaille d'or      | Livigno SkyMarathon                                      | 34 km    | 18 juin 2017      | 4 h 37 min 30 s |
| 18e  | Médaille d'or      | Royal Ultra SkyMarathon                                  | 56 km    | 16 juillet 2017   | 8 h 5 min 28 s  |
| 44e  | Médaille de bronze | Red Bull K3                                              | 9,7 km   | 29 juillet 2017   | 2 h 33 min 3 s  |
| 15e  | Médaille d'or      | Hamperokken SkyRace                                      | 57 km    | 5 août 2017       | 8 h 21 min 21 s |
| 13e  | Médaille d'or      | Championnats du monde de skyrunning - Ultra SkyMarathon  | 68 km    | 10 juillet 2021   | 9 h 26 min 56 s |
| 14e  | Médaille d'argent  | Minotaur SkyRace                                         | 33,5 km  | 25 juin 2022      | 5 h 9 min 41 s  |
| 13e  | Médaille de bronze | Pirin Extreme                                            | 38 km    | 24 septembre 2022 | 5 h 58 min 7 s  |

### Ultra-trail
| no  | féminin            | Course                                              | Longueur | Départ             | Temps            |
| --- | ------------------ | --------------------------------------------------- | -------- | ------------------ | ---------------- |
| 30e | Médaille de bronze | Championnats du monde de trail                      | 85 km    | 30 mai 2015        | 9 h 39 min 36 s  |
| 4e  | Médaille d'or      | Swiss Irontrail T121                                | 130 km   | 6 août 2016        | 18 h 34 min 53 s |
| 5e  | Médaille d'or      | UCAM Falco Trail Ultra                              | 100 km   | 3 décembre 2016    | 12 h 23 min 43 s |
| 31e | Médaille d'argent  | CCC                                                 | 100 km   | 1er septembre 2017 | 12 h 26 min 41 s |
| 15e | Médaille d'or      | Ultra Pirineu                                       | 110 km   | 23 septembre 2017  | 14 h 22 min 19 s |
| 65e | 5e                 | Championnats du monde de trail                      | 85 km    | 12 mai 2018        | 10 h 28 min 20 s |
| 11e | Médaille d'argent  | Pacifik Trail                                       | 62 km    | 24 mars 2019       | 8 h 45 min 33 s  |
| 34e | Médaille de bronze | Ultra-Trail du Mont-Blanc                           | 170 km   | 30 août 2019       | 25 h 41 min 30 s |
| 5e  | Médaille d'argent  | Ultra Trail Côte d'Azur Mercantour 70km             | 73 km    | 3 septembre 2020   | 10 h 2 min 46 s  |
| 58e | 8e                 | Championnats du monde de trail - Long               | 78 km    | 5 novembre 2022    | 8 h 56 min 40 s  |
| 6e  | Médaille d'or      | Trail Alsace Grand Est - Ultra-Trail des Chevaliers | 175 km   | 19 mai 2023        | 20 h 20 min 35 s |
| 41e | 5e                 | Ultra-Trail du Mont-Blanc                           | 170 km   | 1er septembre 2023 | 25 h 2 min 26 s  |
| 33e | Médaille de bronze | Ultra Trail de l'île de Madère                      | 116 km   | 27 avril 2024      | 17 h 12 min 22 s |
| 20e | Médaille de bronze | Val d'Aran by UTMB - CDH                            | 110 km   | 5 juillet 2024     | 15 h 44 min 3 s  |

## Records
| Épreuve       | Performance     | Date            | Lieu      |
| ------------- | --------------- | --------------- | --------- |
| Semi-marathon | 1 h 23 min 18 s | 16 février 2020 | Barcelone |
| Marathon      | 2 h 49 min 39 s | 6 décembre 2015 | Malaga    |